# Денисов Михайло Вікторович
Михайло Вікторович Денисов (нар. 1908, Миколаїв, Російська імперія — пом. 1972, Челябінськ, РРФСР) — радянський футболіст, захисник.

## Життєпис

Київське «Динамо» перед матчем із дніпропетровським. Зліва направо: Пржепольський, Сердюк, Бардадим, Малхасов, Синиця, Тютчев, Піонтковський, Печений, Бланк, Денисов, Ідзковський

Вихованець команди «Водник» Миколаїв (з 1923 року). Грав за команди «Местран» Миколаїв (1927 — червень 1929), «Динамо» Київ (липень 1929—1931), «Динамо» Іваново (1932—1935), «Динамо» Куйбишев (1936, по липень). З вересня 1936 по 1940 рік грав за ленінградське «Динамо». У 1941—1947 роках — у складі «Динамо» (Челябінськ).
Чемпіон Української РСР (1931). Другий призер чемпіонату РРФСР (1934, збірна Іваново). Працював в міліції в Челябінську, де помер у 1972 році.